# 크리스티나 (가수)

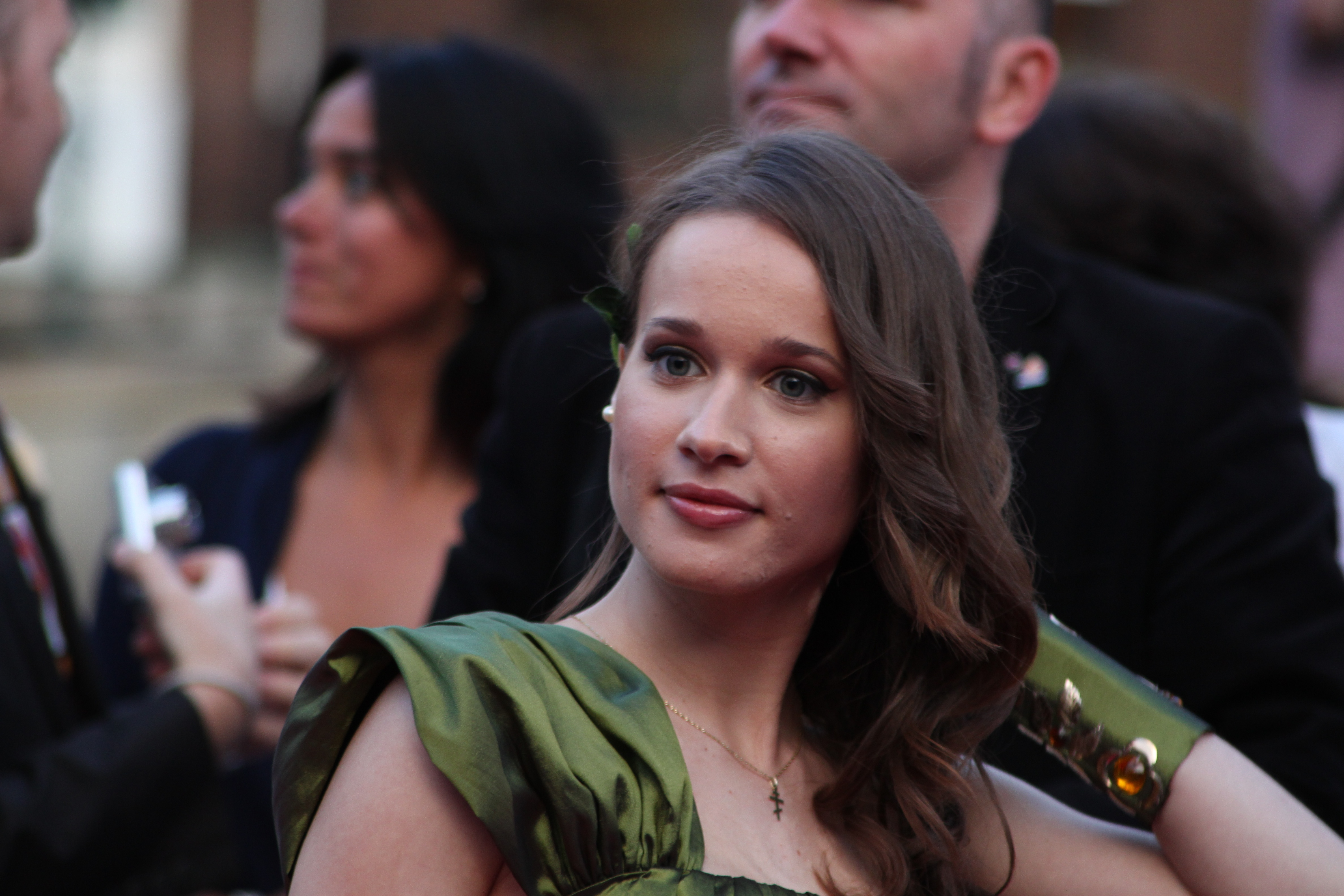
2010년 오슬로에서의 모습

크리스티나(Kristína, 본명: 크리스티나 펠라코바/Kristína Peláková)는 슬로바키아의 가수이다. 슬로바키아를 대표하여 유로비전 송 콘테스트 2010에 Horehronie라는 제목의 노래로 참가한 것으로 잘 알려져 있다.(프로듀서 Martin Kavulič 작곡) 이 노래는 슬로바키아 에어플레이 차트에서 1위를 차지하여 슬로바키아에서 매우 인기있는 히트작이 되었다. 이 노래는 총 24점을 받아 준결승전에서 16위를 차지했다. 크리스티나는 슬로바키아와 체코공화국에서 가장 대중적인 여성 아티스트들 가운데 한 명이며 두 국가에서 여러 차례 투어를 진행하였다.
크리스티나는 어렸을 때 가수, 댄서, 피아노 연주자로 슬로바키아에서 경력을 시작했다. 음악 교사의 충고를 따라 노래하기를 전공으로 삼고 코시체의 Conservatoire(음악 학교)를 다녔다.
크리스티나의 데뷔 싱글은 2007년 발매된 Som tvoja이며 래퍼 Opak이 출연한다. 이듬해에는 다음 싱글 Vráť mi tie hviezdy는 슬로바키아에서 히트를 쳤다. 데뷔 음반 ....ešte váham은 2008년 발매되었다.

## 디스코그래피
음반
- ....ešte váham (2008)
- V sieti ťa mám (2010)
- Na slnečnej strane sveta (2012)
- Tie Naj (2014)
- Mat Srdce (2017)
- Snívanky (2020)